# All (I Ever Want)
«All (I Ever Want)» (Todo (lo que quiero) es una canción del cantante alemán Alexander Klaws. Escrito por Rob Bolland y producido por Thorsten Brötzmann, cuenta con la voz de la cantante Sabrina Weckerlin. Fue lanzado como el primer sencillo de su tercer álbum, Attention!.  
La canción "All I ever want"/"Alles" también es parte del musical de 2005 "3 Musketiere" ("3 Mosqueteros").

## Créditos
- Letra y música: Rob Bolland
- Productor: Brix e Ingo Poliz
- Distribución: BMG

## Lista de canciones
CD-Maxi Hansa 82876 67747 2 (BMG) / EAN 0828766774726	07.03.2005
1. «All (I Ever Want)»  3:16
2.«Alles»  3:16
3. «All (I Ever Want)» (Alternative Version)  3:16
4. «All (I Ever Want)» (Instrumental)  3:31
5. Extras:
- All (I Ever Want) (Video)
- Making Of
- Imágenes del musical (3 Musketiere)
- Galería de fotos

## Posicionamiento en listas
| Lista (2005)                          | Máxima posición |
| ------------------------------------- | --------------- |
| Alemania (Offizielle Deutsche Charts) | 12              |
| Austria (Ö3 Austria Top 40)           | 43              |
| Suiza (Schweizer Hitparade)           | 44              |